# Gustav Engvall
Gustav Per Fredrik Engvall, född 29 april 1996 i Färjestaden, är en svensk fotbollsspelare som spelar som forward för allsvenska IFK Värnamo.

## Klubbkarriär
Gustav Engvall kom till IFK Göteborgs U-lag 2012 och började träna med A-laget under 2013. Han skrev på ett fyraårskontrakt med IFK Göteborgs A-lag den 25 februari 2014.
I juni 2018 värvades Engvall av belgiska Mechelen, där han skrev på ett tvåårskontrakt med option på ytterligare två år. I maj 2021 förlängde Engvall sitt kontrakt i Mechelen fram till sommaren 2024.
I februari 2023 värvades Engvall av IFK Värnamo.

## Landslagskarriär
Gustav Engvall var tillsammans med 20 andra spelare en del av det svenska U17-landslag som 2013 kvalificerade sig till både U17-EM och U17-VM, Sveriges första mästerskapsdeltagande i den åldersklassen någonsin. De slutade på en delad tredjeplats i EM efter att ha åkt ut på straffar mot Ryssland i semifinal, och man tog även ett historiskt brons i VM efter en 4–1-seger mot Argentina i bronsmatchen. Med sina 3 mål blev Gustav Engvall tvåa i den svenska skytteligan i VM-turneringen, efter Valmir Berisha som gjorde 7 mål.